# ニュース・オブ・ザ・ワールド
『ニュース・オブ・ザ・ワールド』 (The News of the World) は、イギリスの日曜日に発行されていたタブロイド紙である。発行元はニューズ・コープのイギリス子会社であるニューズ・インターナショナル。
1843年に創刊された歴史あるタブロイド紙だったが、発行元のニューズ・インターナショナルが盗聴などの電話ハッキングを行っていたことが発覚し（ニューズ・インターナショナル電話盗聴スキャンダル）、2011年7月に廃刊に追い込まれた。

## 概要
『ザ・サン』（The Sun）の日曜版の位置づけであった。有名人のゴシップのような軽いニュースを中心としている。最後の編集長は2007年より同職を務めたコリン・マイラー。2002年12月時点での発行部数は週378万部であった。

## 歴史

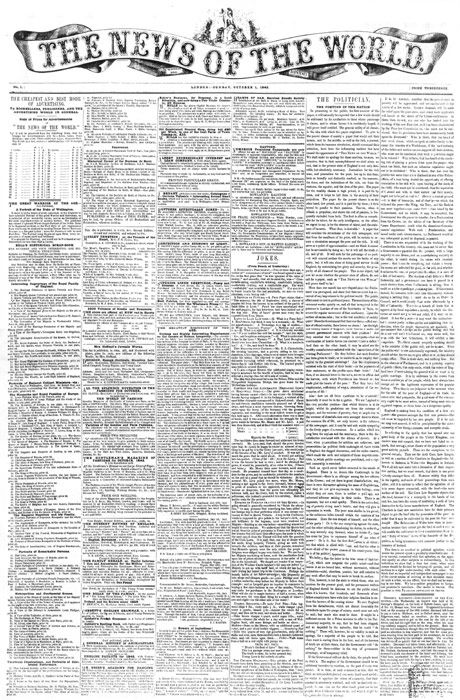
1843年の創刊第1号

1843年10月1日、John Browne Bell によってロンドンで創刊された。その時価格は3ペンスでその後の減税時も値段は変わらなかったが、その当時もっとも安い新聞であった。教育を受けた労働者階級をターゲットにしており、性的な記事や刺激的な記事、犯罪報道の新聞として認知されていく。当初はスキャンダル紙として片づけられていたが、やがて日曜日の新聞としては最高の部数に達する。初期の発行部数は12,000部。この成功は競合他紙にも刺激を与えた。
スローガンは"All human life is there".（そこに全ての人間の生がある）
ルパート・マードック率いるニューズ・コーポレーションはこの新聞に対して1年ほど買収攻勢をかけ、1969年にロバート・マックスウェル率いるパーガモン・プレスからこの新聞の経営権を奪う。この買収はマードックにとってロンドンでの新聞買収の第一歩となる。取材手法や物議を醸す記事をめぐり、名誉毀損で訴えられることが多い。

### 盗聴問題
2009年7月には、政治家や芸能人といった数千人の著名人の電話を盗聴していたという疑惑が『ガーディアン』紙によって報じられた。
セレブリティに対する盗聴問題が再捜査されることが2011年はじめに決定し、デーヴィッド・キャメロン首相の主任報道官に就任していた元編集長のアンディ・コールソンは2011年1月に辞職した。同年6月には盗聴の対象がセレブリティだけでなく、殺人事件の被害者である少女やアフガニスタン戦争の戦死者の遺族、ロンドン連続テロ事件の被害者の遺族、4月にキャサリンと結婚したばかりのケンブリッジ公爵にまで及び、これらの対象者の携帯電話に不正アクセスして得た情報を基に記事を執筆した疑いが浮上した。
殺人事件の被害者の場合は、家族から被害者の携帯電話に送られた新たなメッセージを盗聴するために古いメッセージを消去するなど極めて悪質な行為を行っていた。この行為は、被害者の家族に、誘拐された被害者がまだどこかで生きていて時々電話のメッセージを聞いているのだと期待させる残酷なものとなったため、特に非難されている。著名人が標的だったときにはまだ盗聴に比較的寛容だった世論も、盗聴の手が一般人、それも悲劇に見舞われた人にまで伸びていたことが判明した時期からは批判一色となり、広告主が広告を引き上げ始めた。
2011年の再捜査の直接のきっかけとなった告発・暴露を行った同社の記者、ショーン・ホアが直後に死亡した。
フォードや三菱自動車などは広告出稿を停止することを発表するなど波紋が広がり、ニューズ・コーポレーションはこれを受けて2011年7月10日発行分を最後に廃刊することを決定した。7月8日には元編集長で2011年1月までキャメロン首相の主任報道官だったアンディ・コールソンが盗聴と汚職の容疑で逮捕され、事件の影響はイギリスの政界にまで及ぶことになった。最後の紙面には「ありがとう&さようなら(THANK YOU&GOODBYE)」と掲載されていた。
2012年2月26日に後継と位置づけられる日曜紙『サン・オン・サンデー』が創刊された。ゴシップ中心の紙面づくりをやめ、家庭向きの内容となった。

## 参照
1. ↑  英紙スキャンダルの波紋広がる　告発の元記者が死亡 - CNN 2011年7月19日（2011年7月22日時点のアーカイブ）
2. ↑  “盗聴の英主要日曜紙が廃刊　１６８年の歴史に幕　広告掲載中止相次ぎ”. MSN産経ニュース. (2011年7月8日).  オリジナルの2011年7月11日時点におけるアーカイブ。 2022年9月10日閲覧。
3. ↑  168年の歴史に幕…英大衆紙　盗聴疑惑で廃刊決定 - スポーツニッポン、2011年7月8日
4. ↑  英大衆紙の盗聴疑惑、キャメロン首相の元主任報道官を逮捕 - AFP通信、2011年7月8日
5. ↑  “最後の紙面「ありがとう」　盗聴の英日曜紙が廃刊へ”. MSN産経ニュース. (2011年7月10日).  オリジナルの2011年7月11日時点におけるアーカイブ。 2022年9月10日閲覧。
6. ↑  “名称変えて復刊…盗聴疑惑で廃刊の英大衆日曜紙”. 読売新聞. (2012年2月26日).  オリジナルの2012年2月26日時点におけるアーカイブ。 2012年2月26日閲覧。
7. ↑  “盗聴で廃刊、マードック氏が起死回生の日曜版発行”. MSN産経ニュース. (2012年2月26日).  オリジナルの2012年2月26日時点におけるアーカイブ。 2012年2月26日閲覧。